# Bathylepeta laevis
Bathylepeta laevis is een slakkensoort uit de familie van de Lepetidae. De wetenschappelijke naam van de soort is voor het eerst geldig gepubliceerd in 1977 door Moskalev.